# Arqueología queer
La arqueología queer (del inglés “extraño”, término utilizado durante mucho tiempo como insulto a las personas homosexuales y no cisgénero), es una rama de la arqueología que se enfoca desde el punto de vista de la teoría queer. Su investigación se centra en una serie de metodologías que intentan evitar una mirada normativa del pasado.
El enfoque principal de la arqueología queer no es el de buscar ejemplos en el pasado de personas homosexuales, u otras orientaciones sexuales e identidades de género en la historia, ni el origen de estos conceptos. Lo que sí pretende es buscar un punto de vista crítico y alejarse de las presunciones normativas y binarias del discurso arqueológico predominante, de hecho algunas autoras amplían la arqueología queer para incluir un análisis decolonial y anticapacitista. 
Muchos de los autores consideran a la arqueología queer como una extensión de la arqueología feminista ya que la arqueología feminista no representa únicamente una mirada a las mujeres del pasado o una introducción de este género en las interpretaciones del pasado, sino sobre todo desafiar los valores machistas de las interpretaciones arqueológicas.

## Diferencias entre la arqueología feminista, de género y queer
La arqueología feminista, de género y queer fueron apareciendo como una evolución de unas a otras, y fueron influenciadas por diferentes movimientos sociales como son el movimiento feminista o el movimiento queer.

### Arqueología feminista
La primera de les tres que apareció fue la arqueología feminista, a causa de la simbiosis con todos los movimientos feministas que surgieron durante el s. XX en toda Europa y Estados Unidos. Ésta destaca por haber sido la primera vez que se puso en duda y se criticó la práctica de llevar los valores actuales (respecto los roles de género) al pasado, tanto consciente como inconscientemente, en las interpretaciones arqueológicas. Además, las arqueologías feministas acostumbran a intentar responder preguntas como: la desigualdad de sexo ha existido  siempre o es un producto histórico? O, más ampliamente, la desigualdad social y la explotación son inherentes a la humanidad o son fruto de transformaciones históricas?

### Arqueología de género
La arqueología de género aparece como reacción a la anterior y se centra en ofrecer información de la mujer y del hombre, sin la necesidad que el planteamiento inicial sea diferente. Tambíén, a veces, esta es desvinculada del planteamiento feminista inicial, ofreciendo más libertad a la hora de hacer interpretaciones. 
En algunas ocasiones la arqueología de género y la feminista se utilizan como sinónimos, se invierten en sus significados o se estudian juntas. Esto hace que la diferencia entre las dos sea, muchas veces, no definida y condicionada por la opinión de cada profesional de arqueología.

### Arqueología queer
La arqueología queer surgió gracias a la aparición de les teorías queer y como crítica a las dos anteriorres, en su uso de la equiparación género / sexo, y la no contemplación de diferentes culturas, etnias y clases sociales, y su visión más bien eurocentrista. También defiende que se tienen que contemplar la gran variedad de identidades sociales y el cuestionamiento de conceptos como, por ejemplo, la familia o la unidad familiar.